# 샤바니악-라파예트

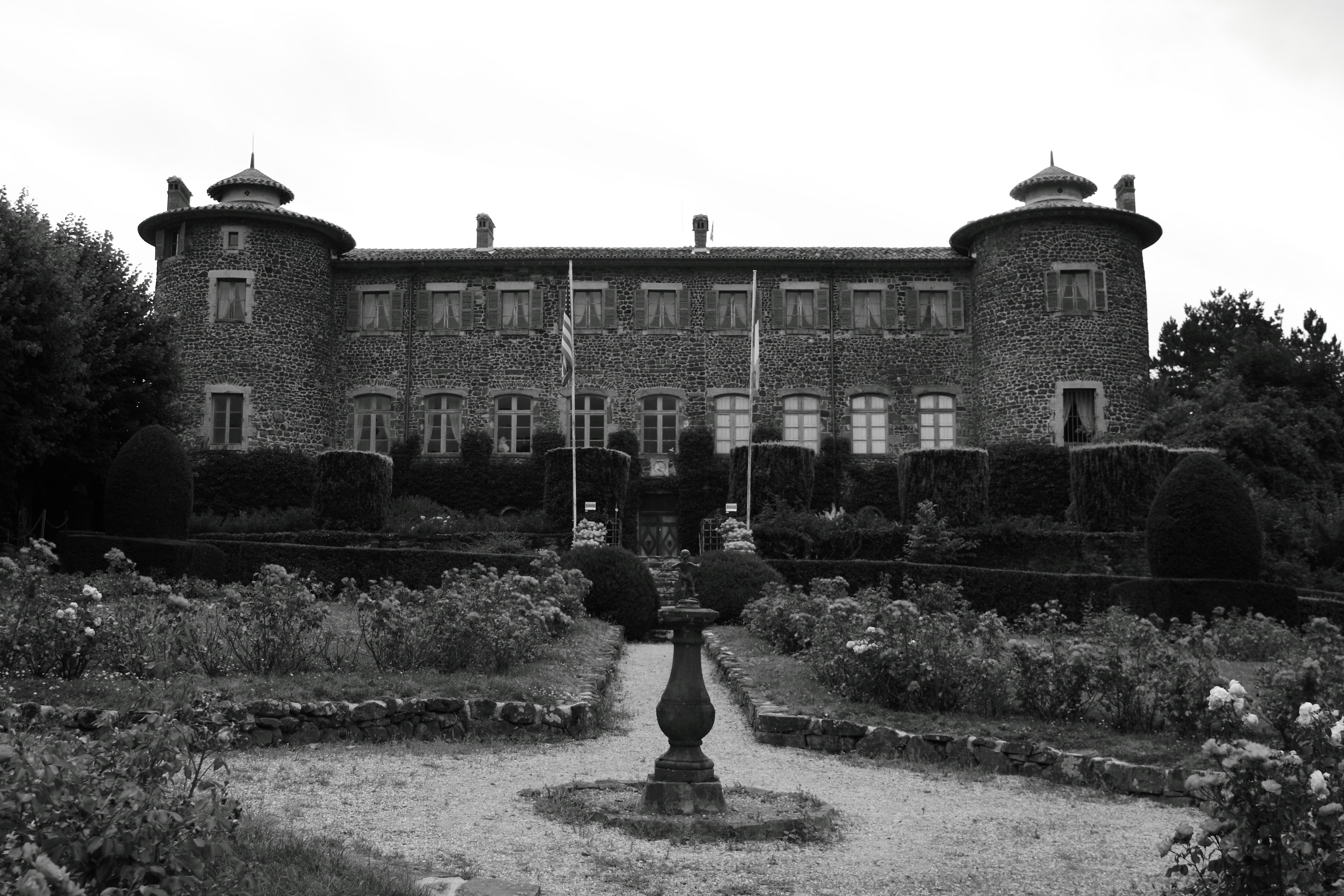

샤바니악-라파예트(Chavaniac-Lafayette)는 남부 프랑스 오트루아르 주의 코뮌이다.

## 같이 보기
- 오트루아르주의 코뮌 목록